# الگهام
الگهام (به انگلیسی: Ulgham) یک روستا و محله مدنی در بریتانیا است که در نورث‌آمبرلند واقع شده‌است. الگهام ۳۶۵ نفر جمعیت دارد.